# Кейсик, Джон
Джон Ри́чард Ке́йсик (встречается также написание «Касич») (англ. John Richard Kasich /ˈkeɪsɪk/; род. 13 мая 1952, Маккис-Рокс, Пенсильвания) — американский политический и государственный деятель, представляющий Республиканскую партию. 69-й губернатор штата Огайо с 2011 по 2019.

## Биография

### Ранние годы и образование
Джон Кейсик родился в Маккис-Рокс, промышленном посёлке в окрестностях города Питтсбург, штат Пенсильвания, в семье Анны и Джона Кейсик, работавшего почтальоном. Его отец был чехословацкого происхождения, а мать хорватского. После окончания средней школы в Маккис-Рокс, Кейсик поступил в Университет штата Огайо, где присоединился к братству Alpha Sigma Phi. В 1974 году он получил степень бакалавра искусств в области политологии.

### Политическая карьера
После окончания учёбы Кейсик работал исследователем[уточнить] в легислатуре штата Огайо. С 1975 по 1978 год он был помощником по административным вопросам тогдашнего сенатора штата База Лакенса.
В 1978 году Кейсик был избран в сенат штата Огайо. На выборах он победил действующего сенатора-демократа Роберта О’Шонесси, набрав 56 % голосов. В возрасте 26 лет он стал самым молодым в истории сенатором штата Огайо. Одним из его первых действий в качестве сенатора был отказ от повышения зарплаты.
В 1982 году Кейсик баллотировался в Палату представителей США. Он выиграл республиканские праймериз, набрав 83 % голосов. На всеобщих выборах он победил действующего конгрессмена демократа Боба Шамански (50 % и 47 % голосов соответственно). После 1982 года Кейсик был переизбран восемь раз.
В 1995 году, когда республиканцы получили большинство в Конгрессе США, Кейсик был избран главой бюджетного комитета. В 1995 году, когда Кейсик возглавил бюджетный комитет, федеральный бюджет США имел дефицит около $ 163 млрд, а по завершении его пребывания на посту, в 2001 году, бюджет имел профицит более чем $ 236 млрд.
Кейсик также занимал пост председателя комитета Конгресса по реформе системы социального обеспечения.
Кейсик не стал добиваться переизбрания в 2000 году, а вместо этого решил баллотироваться на пост президента США. Однако из-за плохого сбора средств, Кейсик прекратил борьбу.
C 2001 по 2007 год Кейсик был ведущим программы Heartland with John Kasich на телеканале Fox News Channel. Он также принимал участие в телешоу Hannity & Colmes и Hannity.
Кейсик был членом совета директоров нескольких корпораций, в том числе Invacare Corporation и Norvax Inc. В 2001—2008 годах он был управляющим директором отделения инвестиционного банка Lehman Brothers в Колумбусе.
Республиканцы предлагали Кейсику выдвинуть свою кандидатуру на пост губернатора штата Огайо в 2006 году, но он отказался вступить в гонку. 1 июня 2009 года Кейсик официально объявил о намерении баллотироваться на пост губернатора. На всеобщих выборах 2 ноября 2010 года он победил действующего губернатора демократа Теда Стрикленда. Он был приведён к присяге в полночь 10 января 2011 года на частной церемонии в Театре Огайо в Колумбусе. Был переизбран губернатором 4 ноября 2014 года.
В 2016 году баллотировался в президенты США, но выбыл ещё на стадии праймериз. Отказался выразить поддержку кандидату республиканской партии Дональду Трампу.
В декабре 2018 года в передаче «This week» на телеканале ABC заявил, что всерьез рассматривает возможность ввязаться в президентские выборы 2020 года.

### Личная жизнь
С 1975 по 1980 год Кейсик был женат на Мэри Ли Гриффит. Детей у них не было, а после развода Мэри Ли принимала участие в его предвыборных кампаниях. В 1997 году Кейсик женился на Карен Уолдбиллиг, у них дочери-близнецы Эмма и Риз.
Кейсик является автором трёх книг: Courage is Contagious (1998), Stand for Something: The Battle for America’s Soul (2006) и Every Other Monday (2010, перевод на русский язык 2011).